# آنا بيرثا ليبي
آنا بيرثا ليبي خيمينيز (النطق الإسباني: [ana βeɾta lepe] ؛ 12 سبتمبر 1934 - 24 أكتوبر 2013) ممثلة مكسيكية من العصر الذهبي للسينما المكسيكية. في عام 1953 ، كانت ملكة جمال المكسيك (ملكة جمال المكسيك) والثالثة في مسابقة ملكة جمال الكون.

## وصلات خارجية
- آنا بيرثا ليبي على موقع IMDb (الإنجليزية)
- آنا بيرثا ليبي على موقع قاعدة بيانات الفيلم (الإنجليزية)
- سيرة الذاتية
- 1955 مقابلة آنا ليبي
- مسلسلات
- صور آنا